# 韓國外交部
外交部（韩语：／ Oegyo-bu */?）是大韓民國政府負責外交及其他對外事務的最高機關。部門首長稱「外交部長」（：／），同時被任命為國務委員。

## 歷史
- 1948年7月17日，大韓民國臨時政府依據政府組織法成立外務部，其職掌外交、對外經濟、國際情勢分析及海外僑胞等事務。
- 1948年8月15日，大韓民國政府正式運作開始，對外關係也穩步前進，並在一些友好國家如美國、中華民國、英國和法國設立大使館及公使館，在日本和聯合國也設有代表機構。
- 1963年6月24日，依據內閣法案1358號，設立直屬外務部的外交公務員教育院。
- 1965年1月5日，根據總統令2030號，將外交公務員教育院重組為外交研究院，目的在培訓且提升外交人才資源。
- 1976年12月31日，根據總統令8377號，再將外交研究院改編為外交安保研究院。
- 1998年，韓國實行政府再造計畫，外務部改組為外交通商部，依據2月28日頒布的總統令15710號及3月3日頒布的外交通商部令而增設通商交涉本部長一職，其職責為研擬與對外關係牽涉的法律事務、對外貿易協商和對外經貿事務。
- 2013年3月22日，更改名称為外交部，原通商職能（對外貿易）移交給新設立的產業通商資源部。

## 職掌
- 研擬並實行政府對外政策
- 研議、實施、歸納和調整對外貿易政策
- 貿易協商和對外經貿事務
- 條約和協議之制定
- 文化合作
- 海外安保
- 保護海外僑民及提供僑務支援
- 國際情勢分析和領事服務

## 組織

### 主管
- 外交部長，外交部首長，下設兩名次官及通商交涉本部長，另設有直屬職位：
  - 發言人
  - 能源及資源大使
  - 氣候變遷大使
  - 外交政策顧問
  - 監察官
- 第一次長（第一次官）：相當於政務次長，下設外交事務副部長，並負責合作企劃處及各地域司之事務。
- 第二次長（第二次官）：相當於常務次長，下設禮儀官和管理各駐外代表，並負責全球及多邊關係條約處、文化事務局、僑務及領事局之事務。
- 通商交涉本部長：下設負責商業貿易事務的副部長和負責自由貿易協定事務的副部長。

### 單位
| - 東北亞局 - 南亞大洋洲局 - 北美局 - 中南美局 - 歐洲局 - 非洲中東局 | - 新聞處 - 監察處 - 政策企劃室 - 企劃調整室 - 外交情報管理室 | - 國際組織政策局 - 開發合作政策局 - 條約政策局 - 文化外交局 - 在外同胞領事局 |

- 通商交涉本部：屬部級組織，依據其組織法規定，企劃財政部、農林水產食品部、知識經濟部、科技情通部和海洋水產部等與通商貿易相關之政府機關，得將意見及政策交予該部統整，負責代表韓國對外貿易通商相關事務。
  - 多邊通商局
  - 自由通商局
  - 國際通商局
  - 自由貿易協定政策局
  - 自由貿易協定交涉局
  - 韓美自由貿易協定企劃團：2008年3月28日所設之特別單位。
- 朝鮮半島和平交涉本部：2006年因北韓核問題六方會談而所設之單位，預計任務時間至2009年3月28日止，本部長為代表團團長。
  - 北核外交企劃局
  - 和平外交企劃局

- 外交安保研究院
  - 安保統一研究部
  - 亞洲太平洋研究部
  - 美洲研究部
  - 歐洲非洲研究部
  - 經濟通商研究部

## 外部連結
- 韓國外交部 （页面存档备份，存于）的官方網站（英文）
- 韓國外交部的Facebook專頁
- 韓國外交部的X（前Twitter）
- YouTube上的韓國外交部頻道
- 韓國外交部 （页面存档备份，存于）的Naver官方部落格